# Trellius alius
Trellius alius är en insektsart som beskrevs av Andrej Vasiljevitj Gorochov 1992. Trellius alius ingår i släktet Trellius och familjen syrsor. Inga underarter finns listade i Catalogue of Life.